# 桃花源 (湖南省)

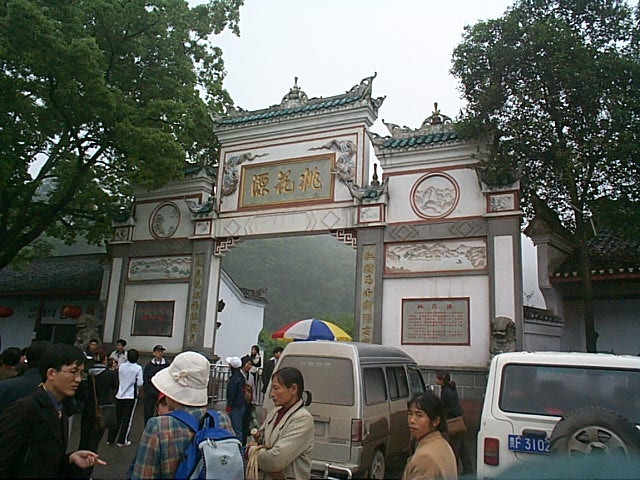
桃花源風景区の入口

桃花源（とうかげん）または桃花源森林公園は、中華人民共和国湖南省桃源県の南西 15 キロにある川の近くにある公園。沅江に面し、山に囲まれたこの場所は（北緯28度47分07秒 東経111度25分12秒 / 北緯28.7852度 東経111.42度座標: 北緯28度47分07秒 東経111度25分12秒 / 北緯28.7852度 東経111.42度）、中国の歴史における道教の聖地のひとつである。 東晋の偉大な詩人であり文人でもある陶淵明が『桃花源記』に書いた桃源郷（理想郷）に似ていることで有名である。

## 概要
桃花源は、唐代にここに道教寺院が建てられたことに端を発している。宋の時代に非常に栄えた。元の末期、火事で焼失。明代景台6年（1455年）に再建され、明代の終りに再び壊れた。清王朝の光緒時代に元明寺が再建され、山に沿って四阿が配置され、陶淵明の詩にちなんで名付けられ、その後何度も修復された。既存の記念建物には、桃園嘉智碑、菊園、方柱閣、集賢寺、丹越閣、歴代王朝の詩人が刻んだ石碑などがある。1950 年には、元の建物の強化と修復に加えて、いくつかの四阿が復元された。現在は国の重点風景区となっていた。
桃花源風景区（桃花源森林公園）の総面積は157.55平方キロメートルにもなり、そのうち主な景勝地は15.8平方キロメートルで、桃花山、桃園山、秦人村、桃仙嶺などを含み、湖南省の主要な観光スポットのひとつである。2004年に中華人民共和国国家重点風景名勝区に認定された。
2020年12月16日、中華人民共和国文化観光部は、桃花源森林公園を含む21の観光スポットを中国の観光地等級AAAAAレベルとして特定する意向を発表した。

## 参照項目
- 湖南省の観光
- 桃源郷